# بوتيل هيدروكسي تولوين

## التحضير
CH3(C6H4)OH + 2 CH2=C(CH3)2 → ((CH3)3C)2CH3C6H2OH

## الاستخدام الصيدلاني
مُضاد أكسدة .
يُستعمل البوتيل هيدروكسي تولوين كمُضاد للأكسدة في مستحضرات التجميل و الأطعمة و المستحضرات الصيدلانية الأخرى ، حيث يعتبر بشكل أساسي مضاداً للأكسدة المسببة للزنخ في الدهون و الزيوت و يُستخدم كذلك لمنع تخرب الفيتامينات الذوابة في الزيوت و فقدانها لفعاليتها الدوائية .
و يُستخدم أيضاً بتراكيز من ( 0.5-1% ) في المطاط الطبيعي أو الصناعي بهدف تعزيز ثبات اللون . و لهذه المادة بعض الخواص المُضادة للفيروسات و لقد استخدمت علاجياً في علاج ملأ الشفة البسيط .

## التأثير على صحة الجسم
يُمتص بسرعة من القناة الهضمية ثم يُستقلب و يُطرح في البول مرتبطاً بحمض الفلوكورونيك نتيجة لعملية الأكسدة . و على الرغم من وجود بعض التقارير الفردية التي تشير إلى حدوث آثار جانبية جلدية فإن في البوتيل هيدروكسي تولوين يُعد مادة غير مخرشة و غير محسسة بالتراكيز التي يمكن أن يُستخدم بها كمضاد للأكسدة .
و لقد حدت منظمة الصحة العالمية مؤقتاً الحد اليومي المقبول به من المادة بحوالي 125ميكروغرام/كغ من وزن الجسم .
و تناول 4 غ منه فموياً يسبب إقياءً حاداً و غثياناً شديداً لكنه لا يُعد مميتاً .
LD50 (guinea pig,oral) = 6.4-12.8 g/kg
LD50 (mouse,IP) = 0.14 g/kg
LD50 (mouse,IV) = 0.18 g/kg
LD50 (mouse,oral) = 0.8-1.6 g/kg
LD50 (rat,oral) = 0.89 g/kg

## التنافرات
يتنافر مع المؤكسدات القوية مثل البيروكسيداز .
إن أملاح الحديد تؤدي إلى تغيير لونه كما ينقص في فعاليته .
إن التسخين مع catalytic كميات من الحمض تسبب تخرب سريع مع تحرر غاز قابل للاشتعال هو الايزوبوتيلين .